# Roman Romanenko
Roman Joerjevitsj Romanenko (Russisch: Роман Юрьевич Романенко) (Sjtsjolkovo, 9 augustus 1971) is een voormalig Russisch ruimtevaarder. Hij is de zoon van ruimtevaarder Joeri Romanenko.
Romanenko begon in 1997 aan de kosmonautentraining. Voordien maakte hij meer dan 800 vlieguren als luchtmachtpiloot. Zijn eerste ruimtevlucht was Sojoez TMA-15 naar het ruimtestation het Internationaal ruimtestation ISS en vond plaats op 27 mei 2009 (missieduur ruim 187 dagen). Later volgde nog één missie naar het ruimtestation ISS met een missieduur van ruim 145 dagen. In 2010 ontving hij de eretitel Piloot-Kosmonaut van de Russische Federatie en de titel Held van de Russische Federatie voor zijn werk als kosmonaut. Wegens gezondheidsredenen kwam hij niet meer in aanmerking voor verdere vluchten.
Rmomanenko jr. is getrouwd en heeft twee kinderen. Als hobby beoefent hij onder meer skiën en speervisserij.